# Доње Папратско
Доње Папратско (грч. Κάτω Πτεριά, до 1926. грч. Κάτω Παπράτσκον) је насељено место у општини Костур у периферији Западна Македонија, Грчка. Према попису из 2021. године било је 18 становника.
Према бугарском географу и историчару, Василу Канчову, у Доњем Папратску је 1900. године живело 105 Словена хришћана. За време грађанског рата село је доста страдало, због чега се његово становништво иселило у Албанију, потом у источноевропске земље. Насеље је касније обновљено када је на попису из 1971. регистровано 36 житеља.